# Erbenlaub
Als Erbenlaub bezeichnet man die im mittelalterlichen germanischen Recht notwendige Zustimmung der nächsten Erben zu Rechtsgeschäften über Erbgüter. Fehlte der Erbenlaub, konnten die Zustimmungsberechtigten die Sache, über die verfügt worden war, von jedem Dritten herausverlangen. Dahinter stand das mittelalterliche Konzept der Näherechte, das familiäre Interessen stärker gewichtete als die Interessen eines Einzelnen.
Spätestens im Sachsenspiegel wurde der Erbenlaub zugunsten des Individualismus zurückgedrängt, er war daher nicht mehr bei Verfügungen über Fahrnis oder das vom Verfügenden selbst erworbene Gut erforderlich, so dass nur Verfügungen über Erbgut des Erbenlaubs bedurften. Auch war der Erbenlaub im Falle echter Not nicht erforderlich. Das Erbenlaub des Sachsenspiegels war einer der Articuli Reprobati.